# Heinz Harst
Heinz Harst (* 20. Juni 1934 in Neckarsulm) ist ein deutscher Tischtennisspieler. Er ist zweifacher deutscher Meister im Mixed.

## Vereine und Landeswettbewerbe
Harst begann seine Laufbahn 1947 beim Verein SpVgg Neckarsulm, wo er – nach einem Gastspiel beim DJK Sportbund Stuttgart von 1961 bis 1965 – heute noch spielt. In Württemberg gewann er 1959 die Landesmeisterschaft im Einzel, ebenso 1961 und 1963. Siebenmal wurde er württembergischer Meister im Doppel mit Klaus Werz.

## Deutsche Meisterschaften
1959 wurde er in Donaueschingen deutscher Vizemeister hinter Conny Freundorfer, mit Gerhard Werz belegte er wie bereits 1958 Platz 3 im Doppel. Vizemeister im Doppel wurde er 1967 mit Friedrich Haase. Mit seiner Ehefrau Inge kam er im Mixed 1961 und 1962 auf Platz 2, 1963 und 1964 gewannen sie sogar die deutsche Meisterschaft.
Deutscher Vizemeister wurde er auch mit 1964 mit der Mannschaft von DJK Sportbund Stuttgart.

## International
Zwischen 1956 und 1963 absolvierte er vier Länderspiele. Erstmals kam er im November 1956 gegen die Niederlande zum Einsatz, wo er ungeschlagen blieb.  Bei der WM 1959 in Dortmund spielte er in den Individualwettbewerben.

## Trainer und Funktionär
Nach dem Ende seiner Laufbahn im Leistungssport arbeitete er als Trainer für SpVgg Neckarsulm. Ab 1965 gehörte er zum Vorstand im Tischtennis-Verband Württemberg-Hohenzollern. Von 1965 bis 1968 war er Schriftführer, danach Lehrwart. Den Schwerpunkt legte er auf die Nachwuchsarbeit. Von 1971 bis 1983 arbeitete er im Lehrausschuss des DTTB. Für seine Verdienste zeichnete ihn der DTTB 1987 und 1995 mit der Goldenen Ehrennadel aus. 1993 wurde er stellvertretender Vorsitzender des Tischtennis-Verbandes Württemberg-Hohenzollern.

## Privat
1961 heiratete Heinz Harst Inge Müser. Mit ihr hat er zwei Töchter. Annette und Susanne Harst spielten lange Zeit in der 2. Bundesliga. Er ist graduierter Ingenieur und arbeitete vorwiegend in der Automobilindustrie, so bei NSU, Daimler und Audi.

## Turnierergebnisse
| Verband | Veranstaltung     | Jahr | Ort      | Land | Einzel    | Doppel    | Mixed     | Team |
| ------- | ----------------- | ---- | -------- | ---- | --------- | --------- | --------- | ---- |
| FRG     | Weltmeisterschaft | 1959 | Dortmund | FRG  | letzte 64 | letzte 16 | letzte 64 |      |